# Mitrapsylla cambalachensis
Mitrapsylla cambalachensis is een halfvleugelig insect uit de familie bladvlooien (Psyllidae). De wetenschappelijke naam van deze soort werd voor het eerst geldig gepubliceerd door Caldwell en Martorell in 1952.